# Gare de Aïn Rouibah
La gare de Aïn Rouibah est une gare ferroviaire algérienne située sur le territoire de la commune de Bin El Ouiden, dans la wilaya de Skikda.

## Situation ferroviaire
La gare est située à l'ouest de ville de Bin El Ouiden, dans la localité de Tahouna, sur la ligne de Ramdane Djamel à Jijel. Elle est précédée de la gare de Tamalous et suivie de celle de Aïn Kechra.

## Service des voyageurs

### Desserte
La gare de Aïn Rouibah est desservie par les trains régionaux de la liaison Constantine - Jijel,.